# Acrogomphus minor
Acrogomphus minor är en trollsländeart som beskrevs av Harry Hyde Laidlaw, Jr. 1931. Acrogomphus minor ingår i släktet Acrogomphus och familjen flodtrollsländor. Inga underarter finns listade i Catalogue of Life.